# حتپ‌حرس یکم
حتپ‌حرس یکم از شهبانویان دودمان چهارم مصر باستان و همسر فرعون سنفرو بود.

## خانواده
حتپ‌حرس یکم دختر شاه حونی، واپسین پادشاه دودمان سوم، بود. لقب او دختر خدای بود که نشان از این دارد که او دختر یک فرعون بوده و از آنجا که حونی شاه پیش از سنفرو بوده، احتمال زیادی وجود دارد که حتپ‌حرس دختر او بوده باشد. دیگر القاب او مادر شاه (موت نیسوت)، مادر شاه دوگانه (موت نیسوت بیتی)، خدمتکار حوروس (خت حرو)، دختر خدای از بدنش (زات نچر نت ختف) هستند.
حتپ‌حرس همچنین همسر شاه سنفرو، از سازندگان هرم‌های مجموعه اهرام جیزه، و مادر شاه خوفو، سازنده هرم بزرگ جیزه، بود. احتمال دارد که او همسری دون پایه برای سنفرو بوده و تنها هنگامی که فرزندش بر تخت نشسته به ارزش و مقام بالا رسیده باشد. او از این رو مادربزرگ جدفرع، خعفرع، و شهبانو حتپ‌حرس دوم نیز می‌شود.

## آرامگاه
در سال ۱۹۲۶، جرج اندرو ریسنر کاوش‌هایی در شرق هرم بزرگ جیزه انجام داد که منجر به کشف پنهانگاهی در آن مکان شد. این مکان اتاقی کوچک بود که دسترسی به آن از راه دریچه‌ای عمودی به عمق ۲۵ متر امکان‌پذیر بود. ورودی اتاق دیوارکشی شده بود و به دودمان چهارم باز می‌گشت، دوره‌ای که فرعون خوفو در آن فرمانروایی می‌کرد.
در این آرامگاه، مبلمان بزرگی که بروی هم انباشته شده بود در کنار تابوتی خالی از جنس سنگ مرمر گچی پیدا شد. تورفتگی‌ای در دیوار غربی اتاق آغشته به مواد بودار و دیگر مواد آلی خشک بود.
نبود جسد شهبانو باعث کاهش هیجان مصرشناسان نشد و حدس و گمان‌های بسیاری دربارهٔ سرنوشت شهبانو پس از مرگ بیان شدند. رایسنر بر این باور بود که آرامگاه شهبانو پس از به خاکسپاریش مورد دستبرد قرار گرفته و جسدش توسط دزدان نابود شده. وزیر خوفو، حم ایونو  نیز متهم به خیانت به شاه و گذاشتن تابوتی خالی در آرامگاه حتپ‌حرس یکم شد. با این حال در کل به سختی می‌توان تصور کرد که برپا کردن گوری به این شکل از دیدها پنهان نگه داشته شده باشد.
زاهی حواس، رئیس شورای عالی آثار باستانی مصر، بر این باور است که جسد شهبانو به یکی از هرم‌های جانبی در کنار هرم بزرگ جیزه منتقل شده، با این حال امکان  راستی آزمایی این فرضیه وجود ندارد.

## نگارخانه

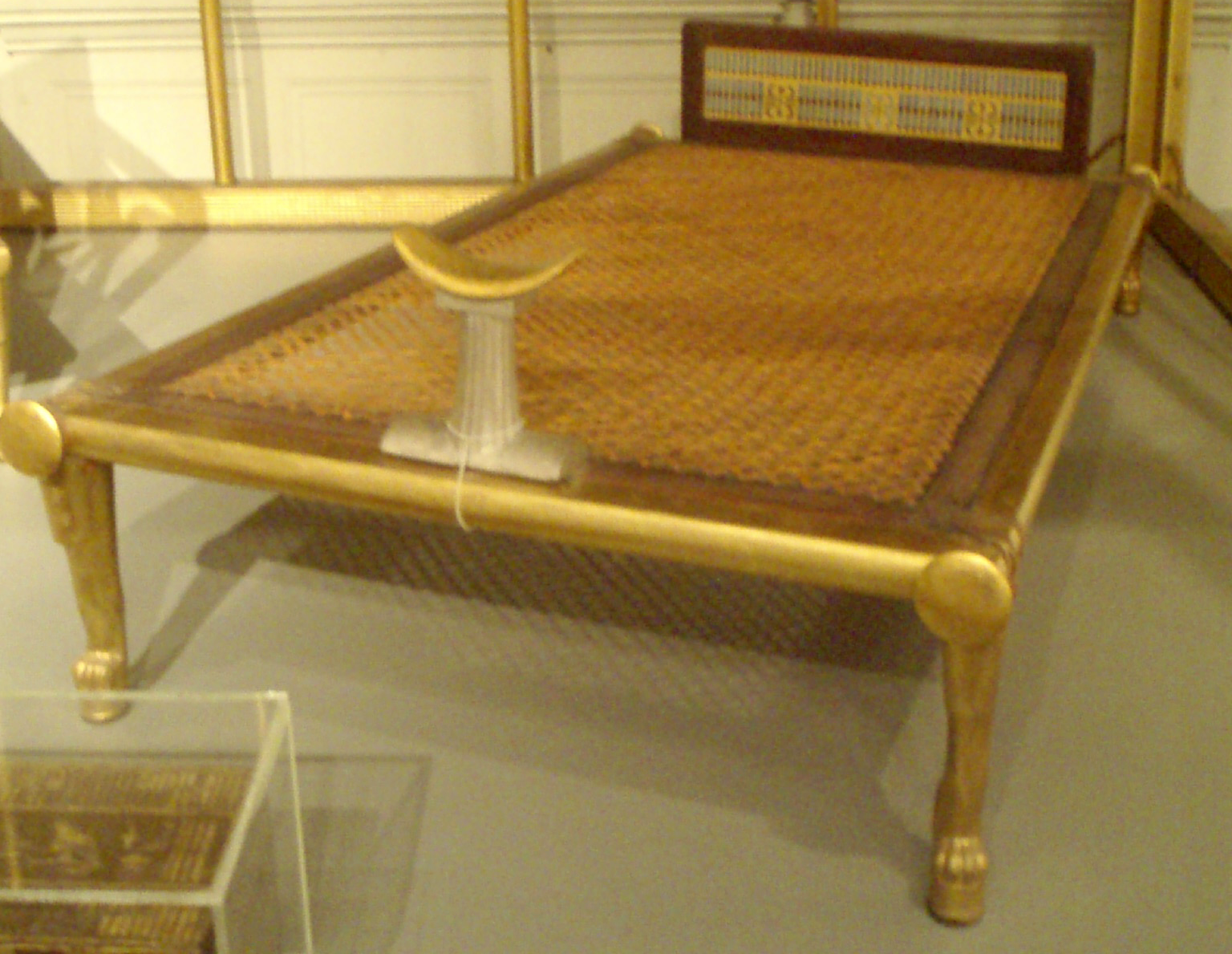
تخت چوبین به همراه جای گذاشتن سر پیدا شده در آرامگاه حتپ‌حرس یکم، نگهداری شده در موزه هنرهای زیبا، بوستون
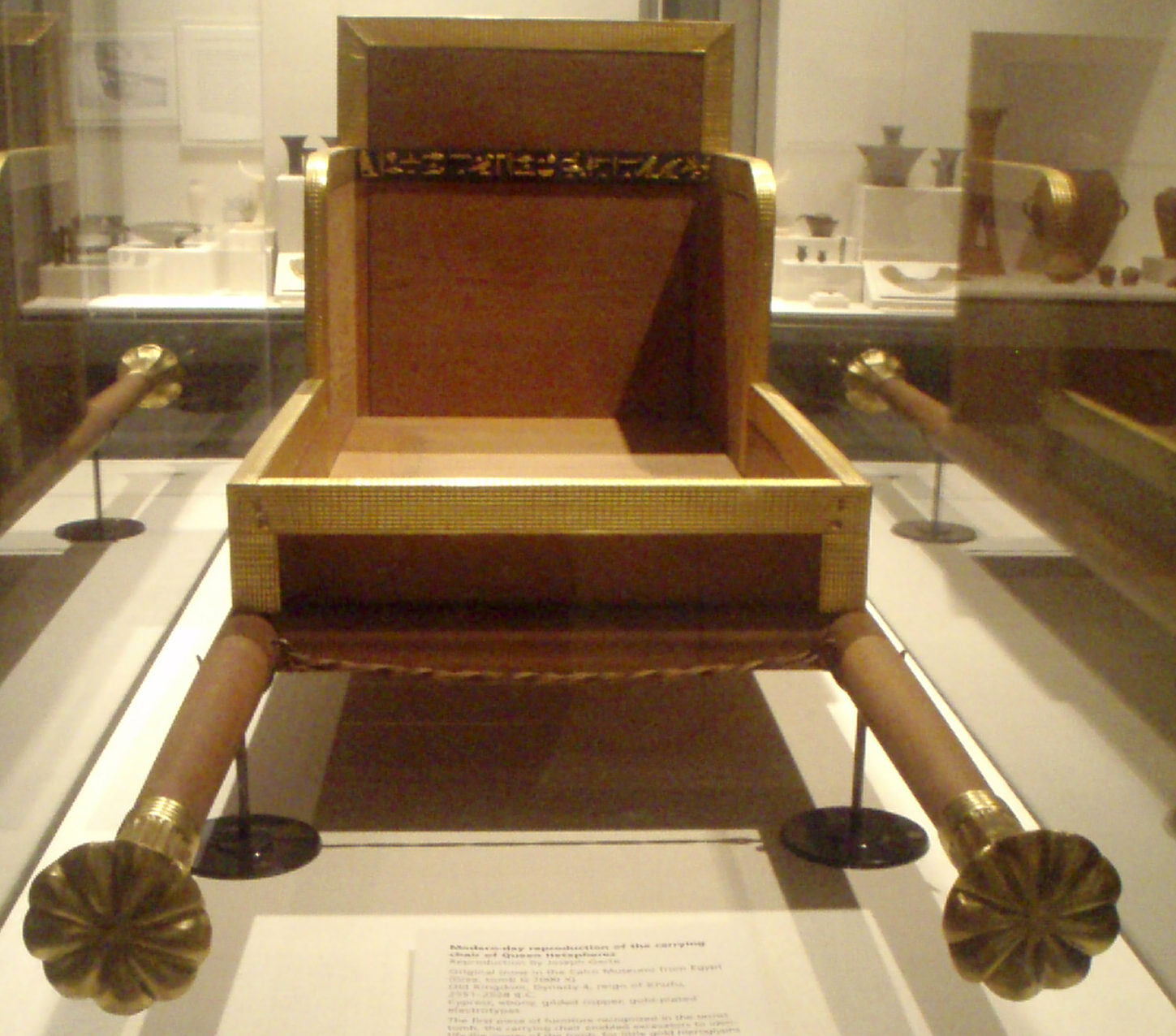
صندلی روان شهبانو حتپ‌حرس یکم، موزه هنرهای زیبای بوستون